# Shabtaie Ice Ridge
Shabtaie Ice Ridge är en bergstopp i Antarktis. Den ligger i Västantarktis. Inget land gör anspråk på området. Toppen på Shabtaie Ice Ridge är 542 meter över havet.
Terrängen runt Shabtaie Ice Ridge är platt. Trakten är obefolkad. Det finns inga samhällen i närheten.